# Yaginumaella bhutanica
Yaginumaella bhutanica  (лат.) — вид пауков семейства пауков-скакунов (Salticidae), который встречается в Бутане.

## Описание
Эндемик Южной Азии, найден только в Бутане, чьё имя и отмечено в видовом названии таксона. Вид описан по самкам польским арахнологом Marek Michał Żabka.